# 檜山振興局
檜山振興局（日语：／ Hiyama shinkōkyoku */?），為日本北海道道南地方的振興局，管轄渡島半島靠日本海側以及奥尻島的7町，設於江差町。
2005年原屬檜山支廳的熊石町與渡島支廳的八雲町合併後，改隸屬渡島支廳管轄，因此檜山支廳的管轄區域被渡島支廳切割成兩個不相連的區域（稱為飛地）。

## 历史
- 1897年11月：設置檜山支廳，下轄原後志國瀨棚郡、太櫓郡、久遠郡、奧尻郡、原渡島國爾志郡、檜山郡。[1]
- 2005年10月1日：原屬檜山支廳的熊石町與渡島支廳的八雲町合併，並納入渡島支廳的管轄。
- 2010年4月1日：北海道廢除支廳，改設為檜山振興局。

## 管轄範圍
- 檜山郡：江差町、上之國町、厚澤部町
- 爾志郡：乙部町

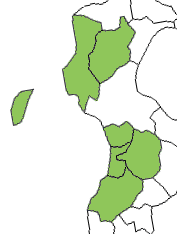
檜山振興局管轄範圍

- 久遠郡：瀨棚町
- 奧尻郡：奧尻町
- 瀨棚郡：今金町